# Ludomira Harriet Granicka
Ludomira Harriet Granicka – polska inżynier, profesor nauk inżynieryjno-technicznych.

## Życiorys
W 1984 r. ukończyła studia inżynierii biomedycznej w Politechnice Warszawskiej, w 1999 r. obroniła pracę doktorską pt. Badanie funkcjonowania opłaszczonych w membranach kapilarnych linii komórkowych jako źródła biologicznie czynnych substancji, której promotorem był prof. Jerzy Kawiak, w 2008 r. habilitowała się. W 2019 r. otrzymała tytuł profesora nauk inżynieryjno-technicznych.
Jest pracownikiem naukowym w Instytucie Biocybernetyki i Inżynierii Biomedycznej im. Macieja Nałęcza PAN i członkiem Komitetu Biocybernetyki i Inżynierii Biomedycznej PAN.

## Odznaczenia
- Srebrny Krzyż Zasługi (2005)[4]
- Złoty Krzyż Zasługi (2015)[5]